# Губаль Йосип Васильович
Губаль Йосип (Осип) Васильович  (4 березня 1893 р., с. Дмитровичі, Мостиський район, Львівська обл. —  2 квітня 1983 р., м. Судова Вишня, Мостиський район, Львівська обл.) — боєць-артилерист легіону Українських Січових Стрільців, кравець, громадський діяч, в'язень радянських таборів.

## Біографія
Народився 4 березня 1893 року в селі Дмитровичах у середньо заможній селянській родині. Закінчив чотирикласну школу в рідному селі. Професійний фах кравця здобував у майстра В. Беднарчика у м. Судова Вишня.  
У 1909 р. завершив навчання, згодом отримав диплом підмайстра-челядника. Упродовж 1909–1914рр. працював у кравецькій майстерні у м. Львів.
Після початку Першої світової війни(ПСВ) добровільно вступив до легіону Українських Січових Стрільців, де розпочав службу у артилерії. Одночасно працював кравцем. У 1917 р. потрапив у полон до російських військ.
До 1919 р. перебував у Києві, де працював кравцем. Був знайомий із Головним отаманом Симоном Петлюрою, для якого шив плащ.
Після поразки Української національної революції повернувся на захід України, оселився у м. Тернополі, де працював до 1922 року.
У 1922 р. повернувся до м. Судова Вишня, де до 1924 р. працював кравцем у майстерні Володимира Беднарчика. 
З 1924 р. утримував власну кравецьку майстерню, у якій крім нього працювало ще двоє кравців. 
Зробив великий внесок до українського громадського та культурно-просвітницького життя у м. Судова Вишня. Був Членом товариства «Просвіта» та спортивного товариства «Сокіл». Організовував відзначення Шевченківського свята, на якому були присутні представники Українського національного комітету зі Львова.
У 1930-1931 роках був головою товариства «Сокіл», де виконував обов'язки касира цього підприємства.
Після встановлення радянської влади в 1939 р. став головою кравецької артілі ім. Чкалова. Працював там до червня 1941 р. 
Після встановлення нацистського окупаційного режиму очолив відділ комунального господарства при міській управі за пропозицією міського голови Петра Даниляка. Організував їдальню, якою опікувався Український Центральний Комітет. Там безплатно харчувалися бідні мешканці міста. Їдальня також забезпечувала харчування заарештованих радянських громадян. Працював там близько 6 місяців, після чого повернувся до своєї майстерні.
У 1944 р., після відновлення радянської влади, працював кравцем в артілі. 21 січня 1949 р. був заарештований органами МДБ УРСР у Дрогобицькій області.
14 вересня 1949 р., засуджений на закритому засіданні згідно зі ст. 54-33 та 54-10 ч. 1 Кримінального кодексу УРСР до позбавлення волі терміном до 10 років із конфіскацією майна та позбавлення прав на 5 років. Таке жорстоке покарання було призначене за участь у переписі та вилученні майна радянських громадян, що були евакуйовані у зв'язку з воєнними діями, та за роботу в магістраті м. Судова Вишня в роки німецької окупації. Звинувачувався Й. Губаль і у незадоволенні рівнем життя в СРСР («антирадянська агітація») у 1948 р..
19 жовтня 1954 р. колегія у кримінальних справах Верховного Суду УРСР, у зв'язку з неперевіреними показами деяких свідків (не з'явилися на засідання суду у 1949 р.), винесла ухвалу про перегляд кримінальної справи Й.Губаля. Повторний вирок скоротив термін позбавлення волі до 6 років (від моменту арешту) та позбавлення прав на 3 роки.
21 січня 1955 р. був звільнений з місця відбування покарання. Після звільнення продовжував працювати майстром у швейній майстерні Мостиського райпобуткомбінату. 
У 1968-69 роках подавав прохання про перегляд справи та реабілітацію. У задоволенні прохання йому було відмовлено.
Помер Йосип Губаль 2 квітня 1983 року. Похований у м. Судова Вишня.